# ヤン・ヨーステン

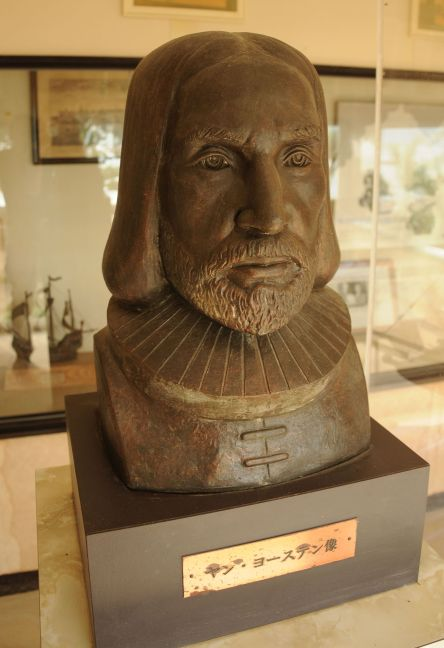
ヤン・ヨーステン

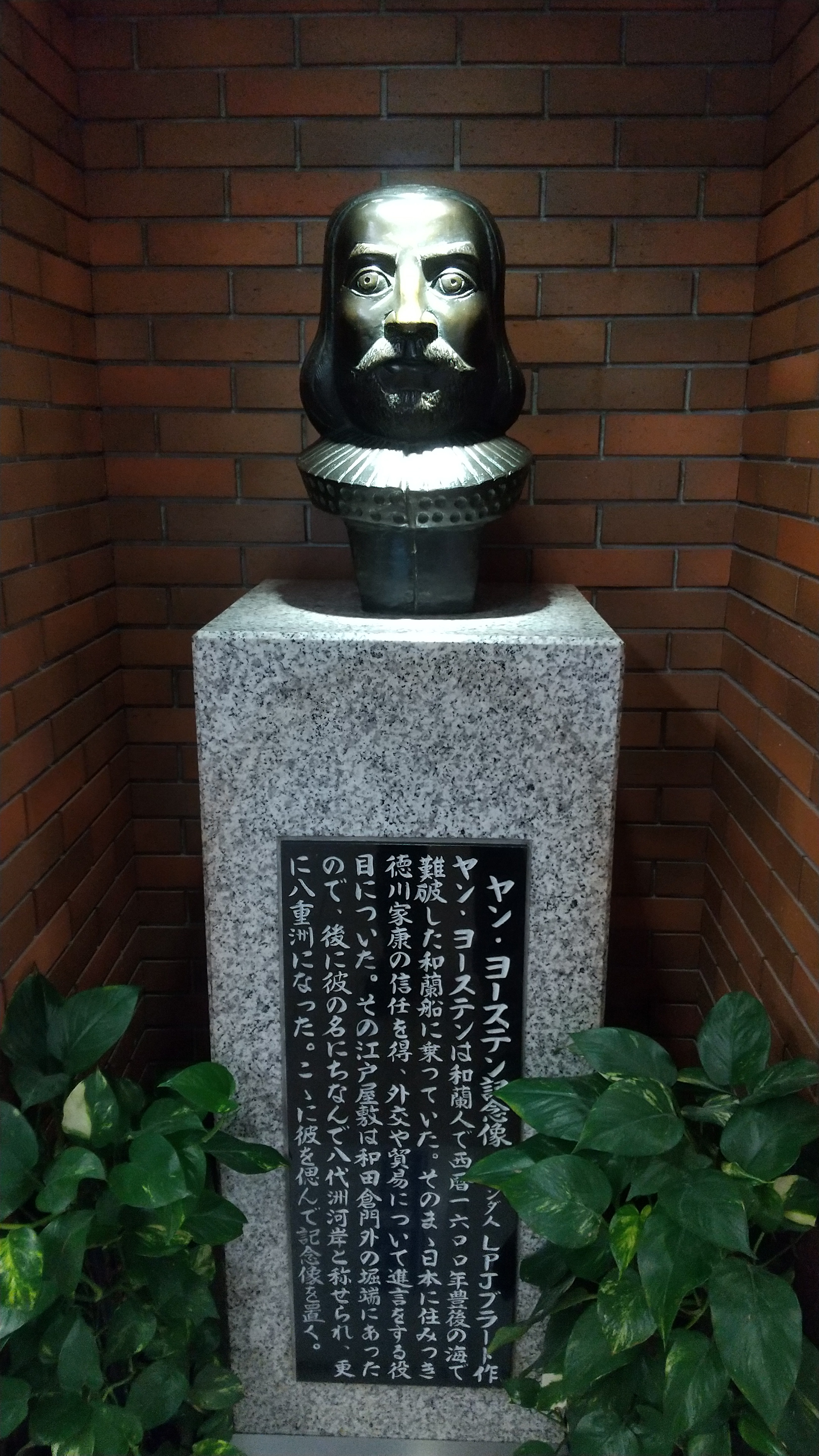
東京駅の八重洲地下街にあるヤン・ヨーステン記念像。

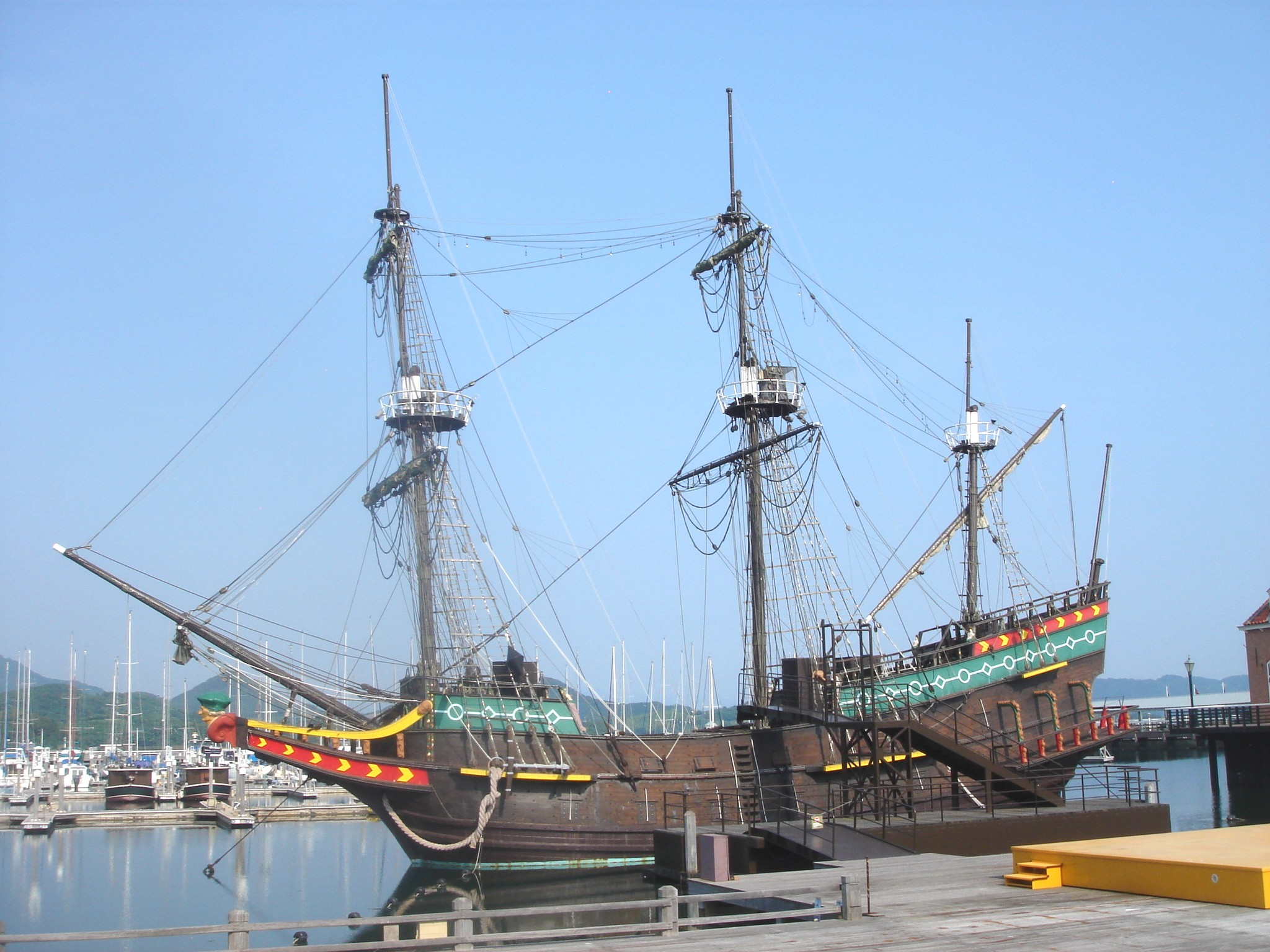
リーフデ号（レプリカ）

ヤン・ヨーステン・ファン・ローデンステイン（Jan Joosten van Lodensteyn 〈Lodensteijn〉、1556年? - 1623年）は、オランダの航海士、朱印船貿易家。日本名は耶揚子（やようす）。現在の東京駅周辺の八重洲の地名の由来になった人物である。
教科書などで知られている「ヤン・ヨーステン」は名で、姓は「ファン・ローデンステイン」である。

## 来歴
デルフトのヨースト・ヤンシュ・ファン・ローデンステインとバルベルティ・ピーテルス夫妻の間に生まれた。ヨーステンは「ヨーストの子」の意味である。デルフトの有力者、ファン・ローデンステイン家の一族であった。なお「ヨーステン」は、現代では英語名のジョンソンなどと同様にそのまま名字とする家もある。
オランダ船リーフデ号に乗り込み、航海長であるイングランド人ウィリアム・アダムス（三浦按針）とともに1600年（慶長5年）4月19日、豊後に漂着した。
徳川家康に信任され旗本となり、江戸城の内堀沿いに邸を貰い、日本人と結婚した。屋敷のあった場所は現在の千代田区にあたり、現在の中央区八重洲の地名は1954年に成立したものである。「ヤン＝ヨーステン」が訛った日本名「耶楊子」（やようす）と呼ばれるようになり、これがのちに「八代洲」（やよす）となり、「八重洲」（やえす）になったとされる。
やがて東南アジア方面での朱印船貿易を行い、その後帰国しようとバタヴィア（ジャカルタ）に渡ったが帰国交渉がはかどらず、結局あきらめて日本へ帰ろうとする途中、乗船していた船がインドシナで座礁して溺死した。

## 記念像
八重洲地下街、外堀一番通り沿い（2019年現在）にある。LPJブラート作。